# 伊冯娜·普雷沃
伊冯娜·普雷沃（法語：Yvonne Prévost，1878年6月8日—1942年3月3日），法国女子网球运动员。她曾参加1900年夏季奥林匹克运动会网球比赛，获得二枚银牌，其中一枚代表法国队获得，另一枚则代表混合队获得。